# ATC Portugal Multiplayer
O ATC Portugal Multiplayer é uma organização sem fins lucrativos portuguesa dedicada à simulação Virtual.

## Objectivo
O objectivo desta organização é que todos os pilotos e controladores virtuais de todo o mundo possam aderir a este serviço prestado à comunidade. Esperamos que tenha interesse para toda esta grande comunidade de Pilotos e Controladores Virtuais. 
Esta organização não é uma imitação da IVAO, bem por contrário é constituida por um servidor de Flight Simulator X, em modo de Multiplayer e com a possibilidade de se conectar com interfaces como o IVAO, IVAE, IVAP, IVAC. 
É uma rede nacional constituida por multi-server.